# Афроамерикански изследвания
Афроамериканските изследвания се подвключва в африкана изследванията (на английски: Africana studies, Black studies).
Това е интердисциплинарно академично поле, изучаващо историята, културата и политиката на афроамериканците. В по-широк аспект това поле на изследване включва не само културите на хората от африкански произход в САЩ, но и култури от цялата африканска диаспора, от Британските острови до Карибите. Полето включва изследвания на африканоамериканската литература, история, политика, религия, религиозни изследвания, социология и много още дисциплини в хуманитаристиката и социалните науки.
|  | Тази страница частично или изцяло представлява превод на страницата African American studies в Уикипедия на английски. Оригиналният текст, както и този превод, са защитени от Лиценза „Криейтив Комънс – Признание – Споделяне на споделеното“, а за съдържание, създадено преди юни 2009 година – от Лиценза за свободна документация на ГНУ. Прегледайте историята на редакциите на оригиналната страница, както и на преводната страница, за да видите списъка на съавторите. ВАЖНО: Този шаблон се отнася единствено до авторските права върху съдържанието на статията. Добавянето му не отменя изискването да се посочват конкретни източници на твърденията, които да бъдат благонадеждни. |